# Green Ranger
El RFA Green Ranger fue un buque cisterna de apoyo de flota de la clase Ranger de la Real Flota Auxiliar.
El 24 de septiembre de 1946, el Green Ranger fue alcanzado por un torpedo en el puerto de Portland, Dorset. Aunque quedó agujereado por debajo de la línea de flotación, permaneció a flote.  Naufragó en la península de Hartland, sobre una gran roca llamada Gunpath Rock, el 17 de noviembre de 1962. Se rompió el remolque del remolcador que lo llevaba a reparar a Cardiff y quedó a la deriva sobre las rocas. Su tripulación mínima de siete personas fue rescatada por la Hartland Lifesaving Company, con su boya de seguridad. El barco se convirtió en pérdida total y sus restos aún son visibles durante la marea baja.